# Westmorland and Lonsdale (circonscription britannique)
Circonscription parlementaire de la Chambre des communes
La circonscription de Westmorland and Lonsdale  est une circonscription électorale britannique située dans le comté de Cumbria, et représentée à la Chambre des communes du Parlement britannique depuis 2005 par Tim Farron, libéral démocrate.